# Manresa
Manresa város a spanyolországi Katalóniában, Barcelona tartományban. Bages járás székhelye.

## Főbb látnivalók
- a középkori Manresa;
  - Colegiata Basílica de Santa María (La Seu)
  - El Pont Vell
  - El Pont Nou
  - La calle del Balç
  - La Muralla
  - La Cueva de San Ignacio
  - El Museo Comarcal
- a barokk Manresa;
  - El Palacio de Justícia
  - El Ayuntamiento
  - Ca l'Oller
  - La Capilla del Rapto
  - La Capilla de San Ignacio Enfermo
- a modern Manresa;
  - Cal Jorba
  - El Casino de Manresa
  - Casa Lluvià
  - Casa Torrents (La Buresa)
  - Convento de Santa Clara
  - Museo de la Técnica

## Népesség
A település lakosságának változását az alábbi diagram mutatja:
| Lakosok száma | 5669 | 22 685 | 36 478 | 52 216 | 65 280 | 68 505 | 76 558 | 75 297 | 77 714 | 80 201 |
|               | 1717 | 1887   | 1936   | 1960   | 1986   | 2004   | 2009   | 2014   | 2019   | 2024   |